# نوعی از مشکل (آلبوم)
نوعی از مشکل سومین آلبوم استودیویی جیمز بلانت، خواننده ترانه‌نویس انگلیسی است که در ۸ نوامبر ۲۰۱۰ منتشر شد.

## پیش زمینه
در مصاحبه با کانتکت میوزیک بلانت دربارهٔ این آلبوم گفت: "بعد از آخرین تور، سعی کردم نوشتن در پیانو را انجام دهم، اما فهمیدم که دارم خودم رو تکرار می‌کنم (کار تکراری انجام می‌دهم)، نوشتن آهنگ‌های غم انگیز برای خود بیچاره ام. پس من باید برای مدتی از موسیقی دور شدم. آهنگهای جدید من خوشبینانه تر هستند. یکی از مواردی که آموختم این است که اعتبار هنری شما وقتی یک اثر بزرگ دارید از پنجره بیرون می‌رود. " تو زیبا هستی " برای من چیزی بود، اما برای بیشتر مردم، ترانه ای است که وقتی مست می‌کنند به آن گوش می‌دهند." بلانت در مصاحبه ای با رابرت کوپسی از دیجیتال اسپای، این آلبوم را توصیف می‌کند و می‌گوید: "این آلبوم یک معصومیت خاصی دارد، که آخرین آلبوم من نداشت. این آلبوم همانند آلبوم‌های امروزی نیست و بیشتر شبیه آلبوم‌های اواخر دهه ۷۰ یا اوایل دهه ۸۰ میلادی است که گروه‌های گیتاربرقی به آمریکا و انگلستان آمدند. آنچه من واقعاً در مورد این آلبوم دوست دارم انرژی و خوش بینی آن است - کاملاً مثبت. " وی در پاسخ به اینکه آهنگ مورد علاقه وی از این آلبوم چیست، پاسخ داد: "آهنگ مورد علاقه من احتمالاً 'Turn Me On' است. "
جلد این آلبوم تصویری از یوتیوبر معروف شی کارل باتلر است که دخترش امی را به هوا پرت کرده‌است. عکس اصلی توسط همسر باتلر Colette با یک آیفون گرفته شده‌است.

## لیست آهنگ‌ها
1. " شب بمان " (بلانت ، رابسون، تاددر، مارلی) - 3:36
2. "خطرناک" (بلانت ، رابرسون) - 3:10
3. "بهترین برنامه‌های پرداخت شده" (بلانت ، هکتور، رابسون، رشته‌هایی که توسط دیوید کمپبل تنظیم شده‌است) - 3:30
4. " So Far Goone " (بلانت ، رابسون، تاددر) - 3:34
5. "بدون اشک" (بلانت ، هکتور، رابسون) - 3:50
6. "سوپراستار" (بلانت ، کورستین) - 3:49
7. "اینها کلمات هستند" (بلانت ، هکتور، رابرسون) - 3:23
8. "نام خود را صدا کن" (بلانت ، هکتور، رابسون) - 3:24
9. "قلب طلا" (بلانت ، رابرسون) - 3:31
10. " من مرد تو خواهم بود " (بلانت ، کوین گریفین) - 3:37
11. " اگر زمان همه من است " (صاف، سفید) - 3:25
12. آهنگ خالی - 0:05[۷]
13. «مرا روشن کن» (صاف، سفید) - 2:29

## جداول فروش
| جدول ۲۰۱۰                       | حداکثر رتبه |
| ------------------------------- | ----------- |
| جدول‌های ای‌آرآی‌ای                | ۵           |
| European Top 100 Albums         | ۲           |
| جدول‌های رسمی فنلاند             | ۹           |
| سندیکای ملی انتشارات صوتی‌تصویری | ۱           |
| سندیکای ملی انتشارات صوتی‌تصویری | ۳           |
| جدول کنترل رسانه                | ۲           |
| جدول کنترل رسانه                | ۱           |
| فدراسیون صنعت موسیقی ایتالیا    | ۷           |
| جدول‌های آلبوم لهستان            | ۱۴          |
| جدول موسیقی سوئیس               | ۱           |
| جدول آلبوم‌های بریتانیا          | ۴           |
| US بیلبورد ۲۰۰                  | ۱۱          |

| جدول (۲۰۱۰)                     | رتبه |
| ------------------------------- | ---- |
| جدول کنترل رسانه                | ۲۸   |
| جدول آلبوم‌های بریتانیا          | ۶۳   |
| جدول (۲۰۱۱)                     | رتبه |
| Australian Albums Chart         | ۵۲   |
| او۳ تاپ ۴۰ اتریش                | ۵۸   |
| Belgian Albums Chart (Flanders) | ۹۳   |
| Belgian Albums Chart (Wallonia) | ۳۲   |
| Dutch Albums Chart              | ۹۴   |
| Swiss Albums Chart              | ۲۴   |

## گواهی‌ها
| منطقه                                                              | گواهی        | واحد گواهی‌شده/فروش |
| ------------------------------------------------------------------ | ------------ | ------------------ |
| جدول‌های ای‌آرآی‌ای                                                   | پلاتینیوم    | ۷۰٬۰۰۰             |
| سندیکای ملی انتشارات صوتی‌تصویری                                    | 2x پلاتینیوم | ۲۰۰٬۰۰۰            |
| فدراسیون بین‌المللی صنعت فونوگرافی                                  | پلاتینیوم    | ۲۰٬۰۰۰             |
| جدول کنترل رسانه                                                   | پلاتینیوم    | ۲۰۰٬۰۰۰            |
| فدراسیون صنعت موسیقی ایتالیا                                       | گلد          | ۳۰٬۰۰۰             |
| جدول‌های آلبوم لهستان                                               | گلد          | ۱۰٬۰۰۰             |
| جدول موسیقی سوئیس                                                  | پلاتینیوم    | ۳۰٬۰۰۰             |
| جدول آلبوم‌های بریتانیا                                             | پلاتینیوم    | ۳۰۰٬۰۰۰            |
| * رقم فروش تنها بر پایهٔ گواهی‌ها. ^ رقم توزیع تنها بر پایهٔ گواهی‌ها. |              |                    |